# Carel Coenraadpolder
De Carel Coenraadpolder (meestal kortweg: CC-polder) in de provincie Groningen is de meest noordoostelijk gelegen polder van Nederland. De polder heeft een oppervlakte van ongeveer 1500 hectare.

## Beschrijving
De Carel Coenraadpolder dateert van 1924 en ligt in de gemeente Oldambt. De polder werd vernoemd naar oud-commissaris van de Koningin Carel Coenraad Geertsema. De polder is evenals andere Dollardpolders zeer vruchtbaar. Er worden met name suikerbieten, graan en aardappelen verbouwd. 
Meest kenmerkend voor het gebied waren de grote verschillen in welvaart. In de omgeving van Beerta en Finsterwolde bestonden grote tegenstellingen tussen herenboeren en landarbeiders, zoals blijkt uit het contrast tussen de (vaak vervallen) herenboerderijen met hun parkachtige slingertuin en de zeer kleine landarbeidershuisjes. In de nieuwere polders werden minder deftige boerderijen gebouwd, die vaak werden bewoond door bedrijfsleiders, in de volksmond ook wel zetboeren genoemd. Het werk op de boerderijen werd vroeger gedaan door landarbeiders en inwonende jonge knechten en meiden. Arbeiders- en middenstandswoningen waren hier niet te vinden. De landarbeiders kwamen lopend, later per fiets uit de omliggende dorpen. Bij enkele boerderijen bevond zich een woning voor de voorarbeider.
Boerderijnamen zijn Barlagensheerd, Drewsheerd en Sittersheerd.

## Buitenzeesluis
Voor de afwatering van het waterschap Reiderland werd in 1924 de Buitenzeesluis aangelegd, die via het Boezemkanaal in verbinding stond met het Beertsterdiep en het Bellingwolderzijldiep. Beide kanalen werden omstreeks 1974 vervangen door het Hoofdkanaal, dat in 1992 werd doorgetrokken tot Nieuwe Statenzijl. Dit gebeurde in het kader van de dijkverzwaring. De Buitenzeesluis kwam toen te vervallen.

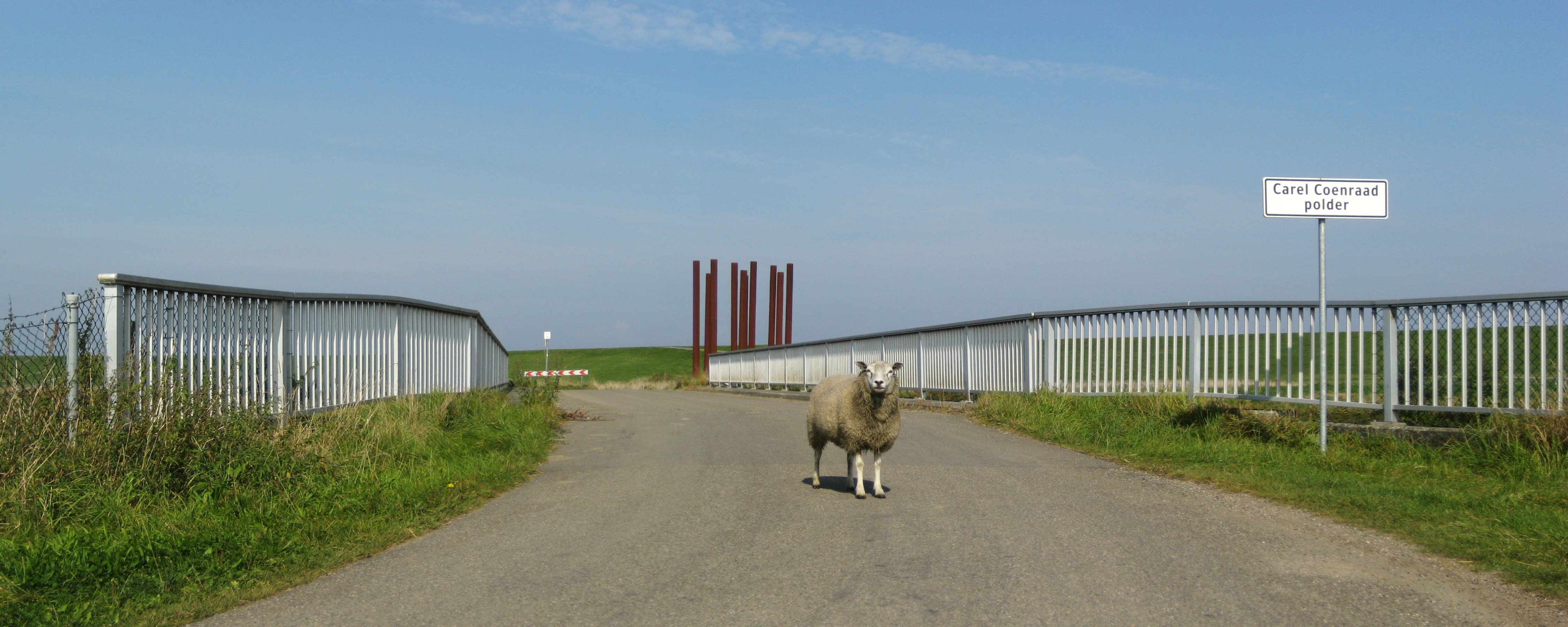
De oostelijke toegangsbrug tot de Carel Coenraadpolder (2008)
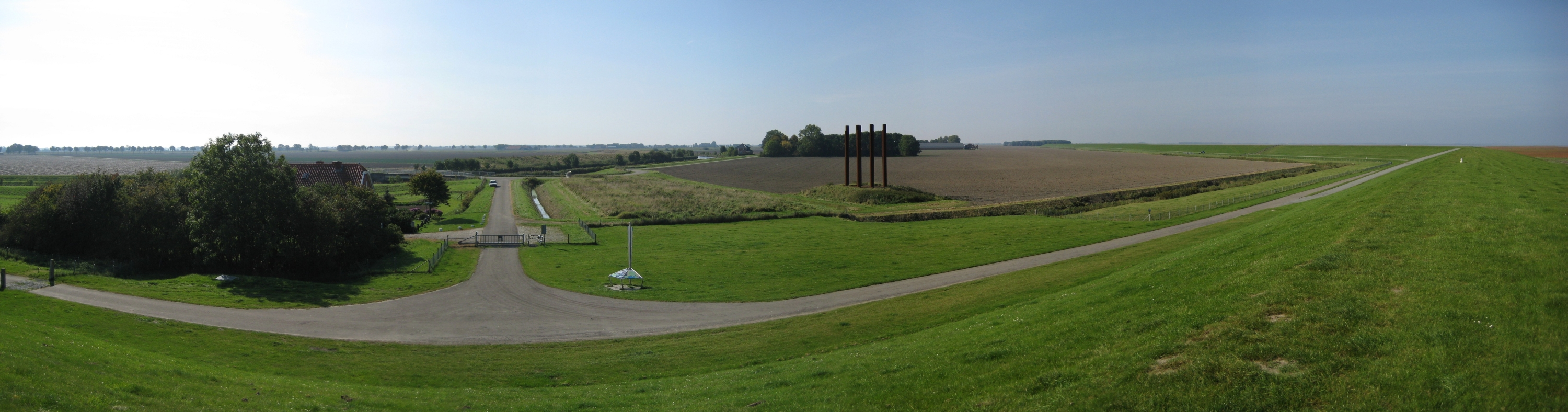
Het oostelijke deel van de Carel Coenraadpolder gezien vanaf de zeedijk om de Dollard (2008)
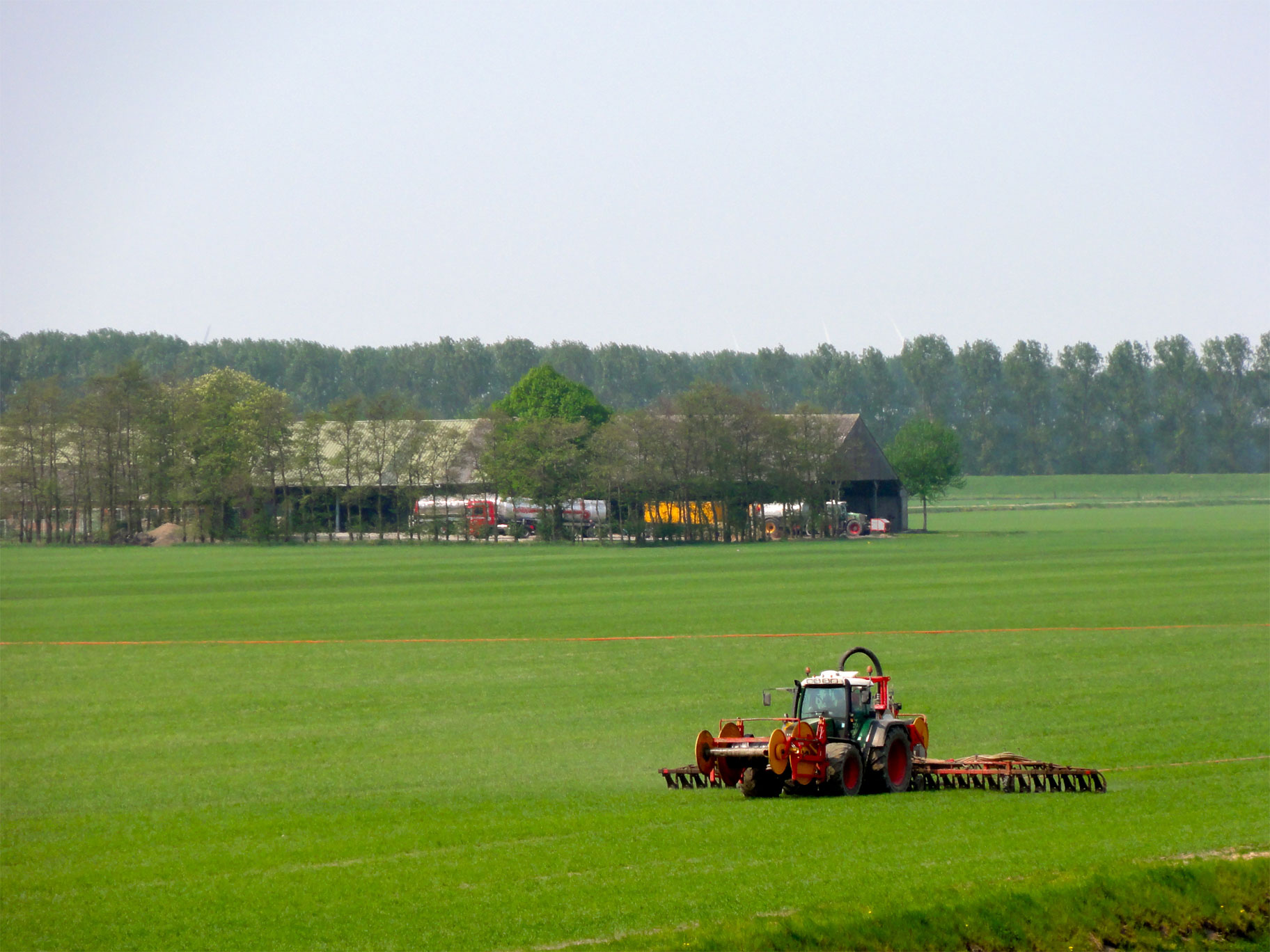
Boerderij in de Carel Coenraadpolder (2011)
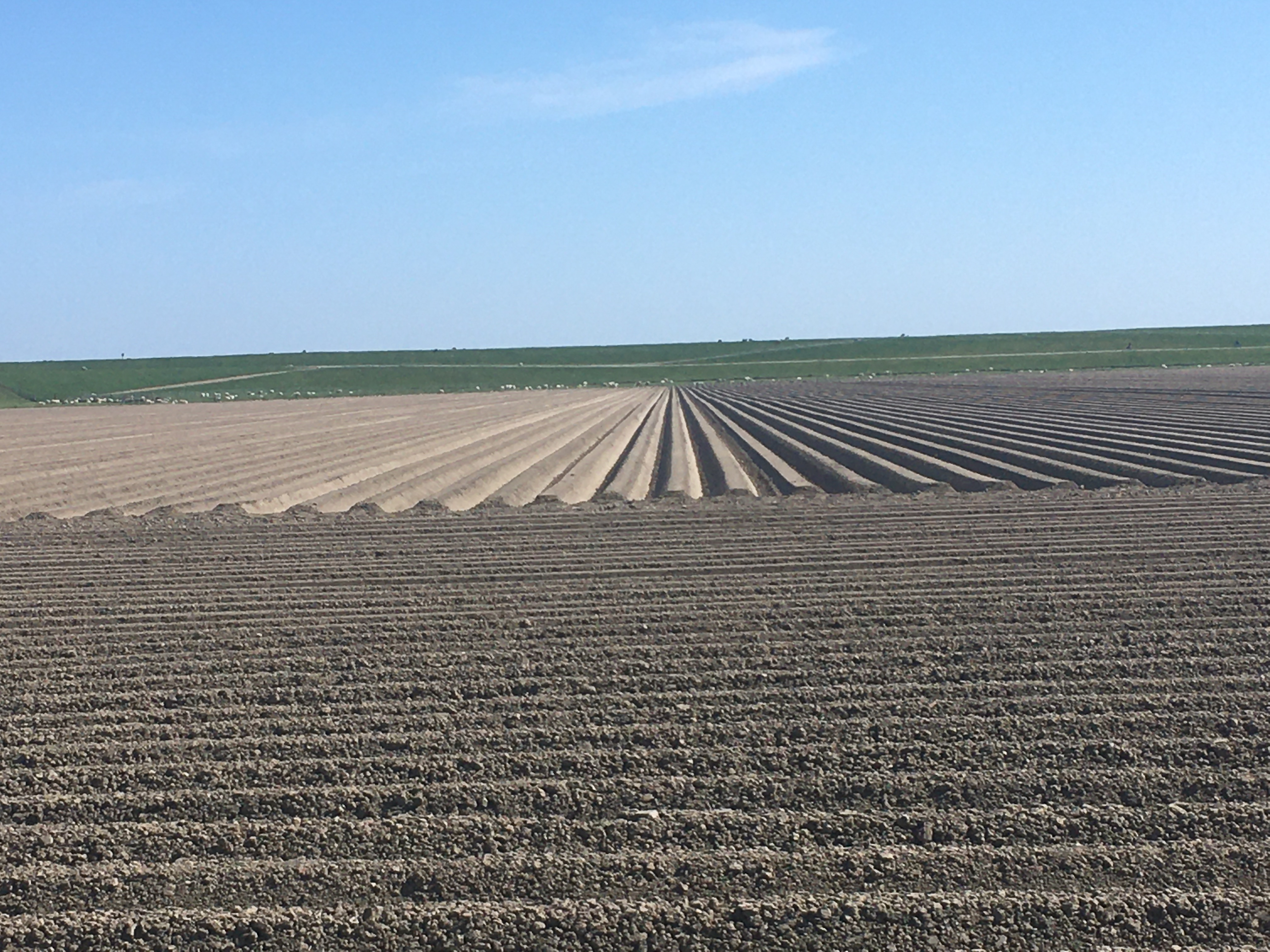
Uitgestrekte landerijen in de Carel Coenraadpolder (2020)

## Ambonezenbosje

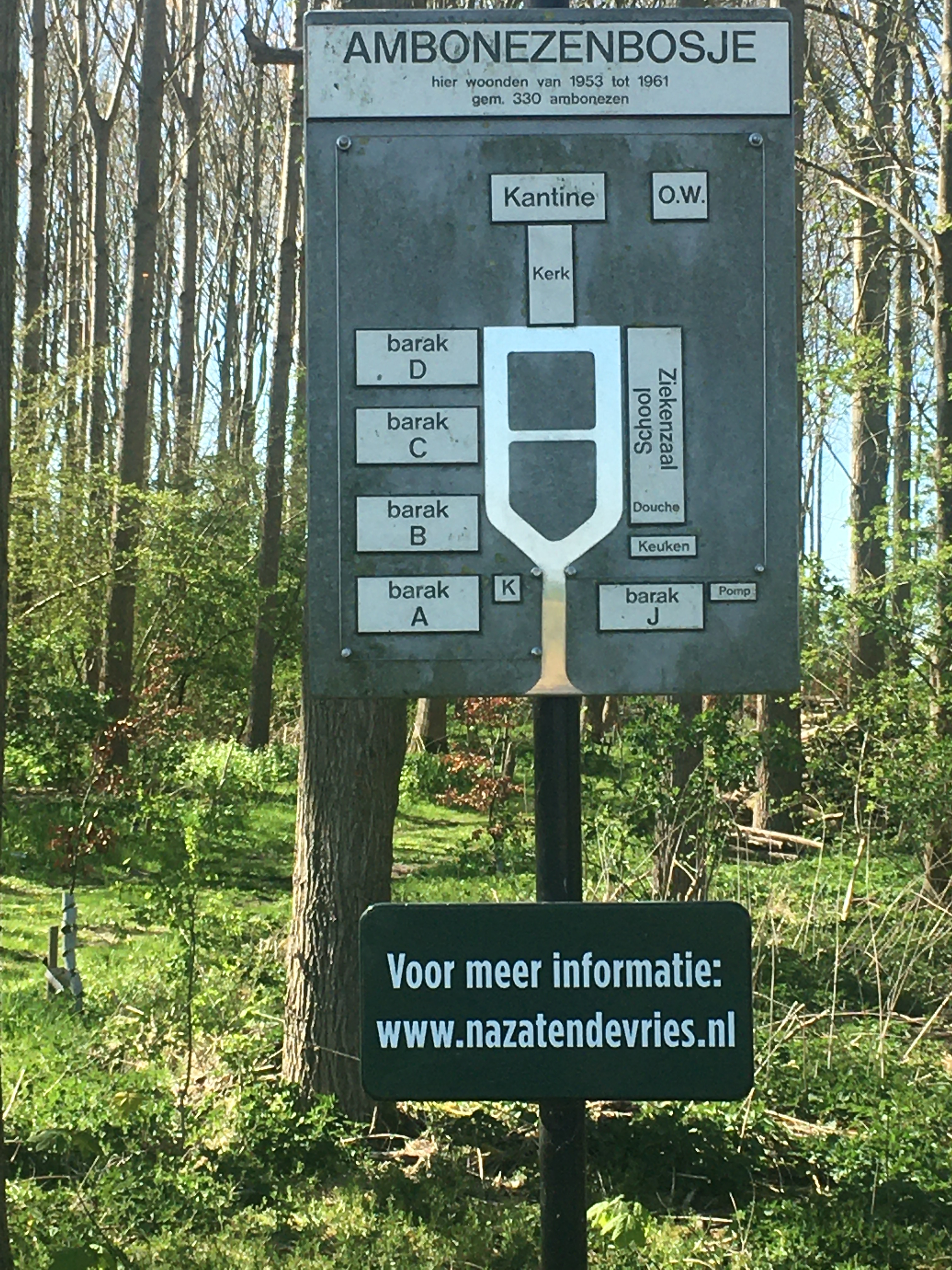
Ambonezenbosje: informatiebord bij de ingang (2020)

### Batterie Dollart Süd
Halverwege de polder ligt het bosje Dollart Süd (in de volksmond: Ambonezenbosje). In 1940 werden hier barakken gebouwd voor ongeveer 700 slikwerkers. Vanaf 1942 werd het terrein gebruikt voor de Duitse Batterie Dollart Süd (4 kanonnen, een van de 16 batterijen voor de luchtverdediging van Emden). 150 man marine-artillerie moest deze kustbatterij 24 uur per dag bedienen. Deze kustbatterij werd in de nacht van 24 op 25 april verwoest door zware Canadese artillerie tijdens de bevrijding van Delfzijl. Daarbij brandden ook de bestaande houten barakken af. 80 Duitsers werden krijgsgevangen gemaakt.

### Interneringskamp
Na de oorlog werd er op 24 juni 1945 een vergunning verleend voor de vestiging van een interneringskamp voor NSB'ers. Gevangenen werden te werk gesteld in de landaanwinningswerken buitendijks samen met slikwerkers van de D.U.W., die hiervoor een eigen barak ter beschikking gesteld kregen. In het interneringskamp werden aanvankelijk mensen vastgehouden die zich schuldig gemaakt zouden hebben aan economische vergrijpen en later ook mensen die zich politiek zouden hebben misdragen. De levensomstandigheden waren aanvankelijk erbarmelijk. Een onderzoekscommissie meldde in 1946 dat er per gevangene maar 3 m³ ruimte was in de barakken en dat de ventilatie volstrekt tekort schoot.
Het kamp stond van 1945 tot 1947 onder leiding van de beruchte oud-politieman Jan Auke Verdam die 'Duitse methoden' hanteerde. Hij stond erom bekend gevangenen te slaan en liet in reactie op meerdere ontsnappingen uit het kamp de gevangenen soms weken aan hun benen ketenen met een 35 pond zware oude granaat. Ook lieten zijn ondergeschikten naakte gevangenen onder laag gespannen prikkeldraad doorrennen. Volgens het boekje Kamptoestanden uit 1949 van NSB'er en oud-predikant Hendrik Willem van der Vaart Smit kwamen door zijn bewind 3 mensen door mishandeling om het leven, al wordt aan deze verklaring getwijfeld. Ook beroofde de oude boer en zaadhandelaar Hommo ten Have uit Scheemda (die voor de NSB in de Provinciale Staten van Groningen had gezeten) er zich van het leven door ophanging, nadat zes eerdere pogingen om zich door verdrinking om het leven te brengen waren mislukt. Verder liet hij een brandende sigaret uitdoven op de wang van een gevangene en liet een andere gevangene in een houten blok vastschroeven. Overtreders van kampvoorschriften werden opgesloten in een donkere koude kille strafbunker. Ook zou Verdam eigendommen van gevangenen hebben verduisterd en gevangenen klussen voor hemzelf hebben laten uitvoeren, die vervolgens buiten de boeken werden gehouden.
In 1950 werd Verdam in hoger beroep tot 10 maanden cel veroordeeld, waarvan 4 maanden voor verduistering en 6 voor de mishandelingen. Enkele van zijn ondergeschikten kregen eveneens gevangenisstraffen. De procureur-generaal oordeelde echter ook dat het Militair Gezag tekortgeschoten was. Zo was een deel van de bewakers zelf mishandeld door de SS of landwachten (een ervan moest dwangarbeid verrichten in de zoutmijnen) en koesterden daarom haatgevoelens richting de gevangenen. Het Militair Gezag had geen toezicht gehouden, waardoor de bewakers eigenrichting konden toepassen. Om die reden werd het kamp uiteindelijk gesloten in 1948.

### Barakkenkamp voor gevangenen en Ambonezen
In de directe nabijheid van de voormalige Duitse batterij werd in 1949 een nieuw barakkenkamp gebouwd waarin tot 1951 een Rijkswerkinrichting was gevestigd als onderdeel van de justitiële inrichtingen in Veenhuizen. Gemiddeld 110 gedetineerden verrichtten er ontginningswerkzaamheden.
Tussen 1953 en 1961 werd het barakkenkamp gebruikt voor de tijdelijke opvang van 80 Molukse KNIL-militairen en hun gezinnen, destijds ook aangeduid als Ambonezen. Op 1 september 1953 arriveerden ongeveer 325 van hen uit de gescheiden mannen- en vrouwenkampen bij Vollenhoven om als herenigde gezinnen het nieuwe woonkamp te gaan bewonen. Elk gezin kreeg twee kamers toegewezen om te wonen en te slapen. Er werd een centrale keuken met kantine ingericht. De vroegere schouwburg- en ontspanningszaal was omgebouwd tot kerkzaal en de barakken waar daarvoor de schoenmakerij en kleermakerij gevestigd waren, waren omgebouwd tot een lagere school. Oudere kinderen kregen les in Winschoten.
Hun vertrek naar de Molukse wijken van Appingedam en Foxhol vond plaats in 1961. De Molukse gezinnen die naar Foxhol moesten wilden hier echter niet aan meewerken omdat ze bang waren te moeten assimileren in plaats van de door de regering beloofde eigen staat te krijgen. De regering liet daarop de busverbindingen met andere plaatsen opheffen en liet midden in de winter tijdelijk het gas, water en licht afsluiten om tevergeefs te proberen de bewoners te doen verhuizen. Daarop werd het het kamp op 21 december 1961 bezet door 50 tot 60 man rijkspolitie en werden de resterende ongeveer 100 bewoners onder bedreiging van pistolen, klewangs en karabijnen opgesloten in de kerk, waarop de ME vervolgens zelf het huisraad van de bewoners verhuisde. De bewoners werden vervolgens onder zachte dwang gedwongen om alsnog naar Foxhol te vertrekken. Vervolgens werd in 1962 het kamp afgebroken en het bosje aangelegd door het Landbouwbedrijf Oost Groningen, dat het in 1992 verkocht aan de eigenaar van de boerderij Carel Coenraadpolder 2.
Tussen 1993 en 1995 werd het vroegere munitiedepot omgebouwd tot vakantiewoning. In 2006 werd een gedenkteken voor de Molukse bewoners geplaatst bij het bosje, dat alleen toegankelijk is na overleg met de eigenaren.